# Моасир
Моаси́р Родри́гес Са́нтос (порт.-браз. Moacir Rodrigues Santos; 21 марта 1970, Белу-Оризонти — 20 июля 2024, Белу-Оризонти) — бразильский футболист, выступал на позиции полузащитника.

## Клубная карьера
Во взрослом футболе дебютировал в 1988 году выступлениями за команду клуба «Атлетико Минейро», в которой провёл пять сезонов. В бразильском чемпионате дебютировал 4 сентября 1988 года в ничейном (0:0) матче против «Крузейро». В своем дебютном сезоне сыграл 11 матчей, но точными выстрелами не отмечался. В следующем сезоне сыграл в национальном чемпионате 14 матчей. В сезоне 1990 отличился дебютным голом в Лиге Минейро. А уже в следующем сезоне сыграл 17 матчей в бразильской Серии A, в которой отличился 3-мя голами. В сезоне 1992 сыграл 12 матчей и отличился 1 голом. В течение 5 сезонов в составе «Атлетико Минейро» сыграл 64 матча и отличился 5-ю голами.
В 1993 году перешёл «Коринтианс», но поскольку контракт с клубом он подписал всего на один сезон, то по его завершении покинул команду. В сезоне 1993/94 подписал контракт с клубом «Атлетико Мадрид», в составе которого сыграл 11 матчей и отличился 1 голом. После завершения сезона вернулся в «Коринтианс», но во время сезона 1994/95 снова уехал в Испанию, где подписал контракт с «Севильей». В своем дебютном сезоне за «роха-бланкос» сыграл 17 матчей. В сезоне 1995/96 Моасир наконец-то отличился голом, но это произошло лишь в 13-м туре. В 1996 году вернулся в Бразилию, где сначала перешел в «Интернасьонал», а затем подписал контракт со своим первым профессиональным клубом, «Атлетико Минейро». В том сезоне сыграл 16 матчей и отличился 3-мя голами. Однако уже в следующем сезоне защищал цвета клуба «Фламенго», в составе которого стал победителем Лиги Кариока в 1997 году, а затем усилил клуб «Португеза Деспортос». В «Португезе» дебютировал 6 декабря 1997 года в ничейном (0:0) матче против «Фламенго», цвета которого Моасир защищал до этого. Всего в клубе «Португеза Деспортос» сыграл 21 поединок. В 1998 году в течение короткого периода выступал в японском клубе «Верди Кавасаки».
С 1998 по 2002 год защищал цвета клуба «Итуано». Завершил профессиональную игровую карьеру в клубе «Убераба», за команду которого выступал в течение 2002—2003 годов.

## Карьера в сборной
12 сентября 1990 года дебютировал в составе национальной сборной Бразилии в проигранном (0:3) товарищеском матче против Испании, а 9 ноября 1991 года сыграл свой последний поединок, проигранный (0:1) товарищеский поединок против Уэльса. 7 апреля 1991 года Моасир отметился единственным голом в футболке национальной сборной, в победном (1:0) матче против Румынии.